# Ɛ̈
Cette page contient des caractères spéciaux ou non latins. S’ils s’affichent mal (▯, ?, etc.), consultez la page d’aide Unicode.
Ɛ̈ (minuscule : ɛ̈), appelé epsilon tréma, est un graphème utilisé dans l’écriture du dinka, du manza, du nuer, du samo du Sud, et du yansi. Il s’agit de la lettre epsilon diacritée d'un macron.

## Représentations informatiques
L’epsilon tréma peut être représenté avec les caractères Unicode suivants :
- décomposé (latin étendu B, Alphabet phonétique international, diacritiques)[1],[2],[3] :

| formes    | représentations | chaînes de caractères | points de code | descriptions                                       |
| --------- | --------------- | --------------------- | -------------- | -------------------------------------------------- |
| capitale  | Ɛ̈               | Ɛ◌̈                    | U+0190 U+0308  | lettre majuscule latine e ouvert diacritique tréma |
| minuscule | ɛ̈               | ɛ◌̈                    | U+025B U+0308  | lettre minuscule latine epsilon diacritique tréma  |